# Concord (szőlőfajta)
A Concord (magyar népi nevén kurmin vagy kormin) egy főleg az Amerikai Egyesült Államokban termesztett direkt termő kék szőlőfajta, melyet az ott honos rókaszőlőből (Vitis labrusca) termesztettek ki. Főleg lekvár és gyümölcslé készítésére használják. Concord városáról nevezték el, ahol 1849-ben nemesítették.

## Termesztése
A Bostonból származó Ephraim Wales Bull 1843-tól concordi birtokán egy olyan szőlőfajta kitermesztésével próbálkozott, mely megél a új-angliai zord éghajlaton, és ellenálló a kontinens kártevőivel és betegségeivel szemben. 1849-re sikerült az őshonos, vadon termő rókaszőlőből egy nagyszemű, édes fajtát alkotnia, mely nagy sikert aratott. A Concord máig az Egyesült Államok legnépszerűbb és legnagyobb mennyiségben termesztett szőlőfajtája. A 2010-es években az ország átlagos évi termelése 400 000 tonna körüli, a legtöbbet termelő államok Washington, New York, Michigan, Pennsylvania.
Magyarországon a Concordot és más direkt termő fajtákat (Noah, Othello, Izabella stb) a 19. századi filoxérajárvány alatt kezdték termeszteni ellenálló voltuk miatt. A Magyarországon jelenleg érvényes törvények értelmében ezeket a fajtákat csak házikertben vagy legfennebb 1000 m2 területű ültetvényen szabad termeszteni; egészségügyi megfontolások miatt a belőlük készült bort forgalomba hozni tilos.

## Felhasználása
A Concord szőlőt általában lekvár, gyümölcslé, zselé, ételízesítő készítésére használják fel. A magas metil-antranilát tartalom a rókaszőlőre jellemző jellegzetes „poloskaízt” kölcsönöz neki, így közvetlen fogyasztásra vagy bor készítésére csak korlátozottan alkalmazzák.
A kereskedelemben kapható „szőlőízű” termékeket (Mirinda, Fanta stb) általában Concord szőlőből készült kivonattal vagy mesterségesen előállított metil-antraniláttal ízesítik. Ezért a bortermő szőlő ízéhez szokott európai ember számára szokatlan, azonosíthatatlan aromájuk van.